# Ivar Hansen
Ivar Kristian Hansen (født 1. november 1938 i Agerbæk, død 11. marts 2003 i København) var en dansk politiker og minister.

## Baggrund og karriere
Han var søn af gårdejer Lars P. Hansen og hustru, lærer Maria Hansen.
- Ryslinge Højskole (1956)
- Livgarden (1958-59)
- Askov Højskole (1959)
- Ladelund Landbrugsskole (1961).
- Den Liberale Højskole Breidablik (1962).
- Gårdejer fra 1962.
- Lærer ved Forsvarets civilundervisning (1967-73).

## Politiske karriere
- Formand for VU i Ribe Amt (1964-66).
- Venstres kandidat i Sønderborgkredsen (1965-72).
- I Grindstedkredsen (1972-03).
- Folketingsmedlem for Ribe Amtskreds (4. dec. 1973-11. marts 2003).

- Medlem af Venstres folketingsgruppes bestyrelse fra (1974-)
- Formand for samme (1977) og (1982-98)
- Politisk ordfører (1987-91).

Da Venstres daværende formand Henning Christophersen meddelte at han ville forlade dansk politik og blive EU-kommissær, var Hansen folketingsgruppens officielle kandidat. Men den 14. august 1984 annoncerede Uffe Ellemann-Jensen sit kandidatur til formandsposten. Valget mellem Hansen og Ellemann-Jensen blev en skillevej for Venstre: Mellem en landmand som Hansen og den storbyorienterede Elleman-Jensen. Anders Andersen, der også var landmand, bakkede Hansen op, mens Claus Hjort Frederiksen, Ejvind Bjørnkjær og Elsebeth Kock-Petersen arbejdede for Elleman-Jensen, der blev valgt. Hansen blev formand for folketingsgruppen.
Ellemann-Jensen trak sig som partiformand efter Folketingsvalget 1998 og Anders Fogh Rasmussen kom til som partiformand. Hansen var ikke vidende om at Ellemann-Jensen ville trække sig før han selv meddelte at han opgav posten som Venstres gruppeformand og blev vred da han fik det at vide. Rasmussen ønskede også at være folketingsgruppens formand, mens Hansen kunne trøste sig med at blive formand for Folketinget.
Ved Folketingsvalget 2001 modtog Ivar Hansen 17.818 stemmer i Ribe Amtskreds og fik partiets andet kredsmandat efter Ulla Tørnæs.

## Ministerhverv
- Minister for offentlige arbejder i Regeringen Anker Jørgensen III 1978-1979.
- Medlem af Folketingets Præsidium 1990-2003.
- Folketingets formand (26. marts 1998-11. marts 2003).

Medlem af Landsskatteretten (1976-78) og (1980). Statsrevisor (1982-98), formand for statsrevisorerne 1995-98. Formand for Nordisk Råds budget- og kontroludvalg (1986-88) og for Justitsministeriets Færdselssikkerhedskommission 1986. Medlem af Folketingets Finansudvalg (1976-78), formand (1986-88). Medlem af Nordisk Råds Præsidium (1989-91).

## Tillidshverv
- Formand for dagbladet JydskeVestkysten (1991-98.)
- Medlem af bestyrelsen for Nordvestjysk Mediecenter (1994-98).

## Død i Mariann Fischer Boels lejlighed
Se og Hør skrev d. 27. marts 2008 at Ivar Hansen døde i Mariann Fischer Boels lejlighed, og at de to havde haft et forhold kørende i årevis. Se og Hør skriver: "Fischer Boel forsøgte i første omgang at skjule, hvad der var sket, men det slap naturligvis ud. Hun var ellers på spring til at overtage formandsposten Folketinget, men da omstændighederne omkring Ivar Hansens død kom frem, var der bred enighed om, at det næppe var passende længere."
- Mindesten i Krohaven, Hovborg